# Plaza Teniente Dagoberto Godoy
La Plaza Teniente Dagoberto Godoy (conocida como plaza Pedro León Gallo hasta octubre de 1965 y en la actualidad también llamada popularmente Plaza del Hospital) es un área verde de la ciudad de Temuco, Chile, ubicada en la manzana de las calles Manuel Montt por el sur, Blanco Encalada por el poniente, Diego Portales por el norte y General Carrera por el oriente. Lleva el nombre del teniente Dagoberto Godoy en honor al primer aviador que cruzó la Cordillera de Los Andes a la altura del volcán Tupungato, a una altitud aproximada de 6300 metros, quien nació en Temuco. La plaza tiene un monumento al mencionado teniente.

## Entorno
En los alrededores de la plaza se encuentran el Hospital Regional de Temuco, que junto a sus imponentes árboles y juegos de agua, hace de esta plaza un punto neurálgico de la ciudad. Próxima a la plaza, se emplazan el Monumento a Caupolicán, el Centro Comercial Carrusel, el colegio y el templo adventistas, y sucursales del supermercado Santa Isabel  perteneciente a Cencosud (que durante años fue un supermercado Las Brisas, el primer negocio en el sur de Chile con formato de supermercado al estilo estadounidense) y diversos locales comerciales entre los que destacan Plaza Italia y Delimarket.

## Baños públicos
A principios de 2014, la Municipalidad de Temuco aprobó destinar 124 millones de pesos chilenos (217 mil dólares estadounidenses) a la construcción de baños públicos concesionados en las plazas Teodoro Schmidt y Dagoberto Godoy. En la última, las obras se iniciaron en noviembre de 2015, siendo inauguradas en junio de 2016, con una inversión de 106 millones 440 mil pesos chilenos (155 mil dólares estadounidenses de la época). El recinto cuenta con cuarenta y dos metros cuadrados, accesibilidad universal e iluminación led. El costo de uso es de 250 pesos chilenos (0,36 dólares estadounidenses de 2016) por usuario, y su horario de atención es de 08:00 a 18:00 horas (UTC-3 en horario de verano y UTC-4 en invierno). Producto de las manifestaciones que suscitaron en Chile el año 2019, los baños públicos ubicados en la plaza, fueron totalmente incendiados y destruidos, encontrándose hoy en día demolidos por la municipalidad.

## Relevancia para la ciudad
La plaza Dagoberto Godoy es un punto neurálgico para la ciudad de Temuco, debido a su ubicación central en la urbe, estando próxima a las vías más importantes de la ciudad, tales como las calles Manuel Montt, Avenida Alemania y la Avenida Caupolicán, arteria más importante de la capital regional.
Desde el año 2018 la municipalidad de Temuco ha comenzado trabajos para mejorar la infraestructura de la plaza, con la instalación de paradas de microbus totalmente renovadas e iluminarias LED, que terminaron de ser entregadas el año 2022.

### Significado social

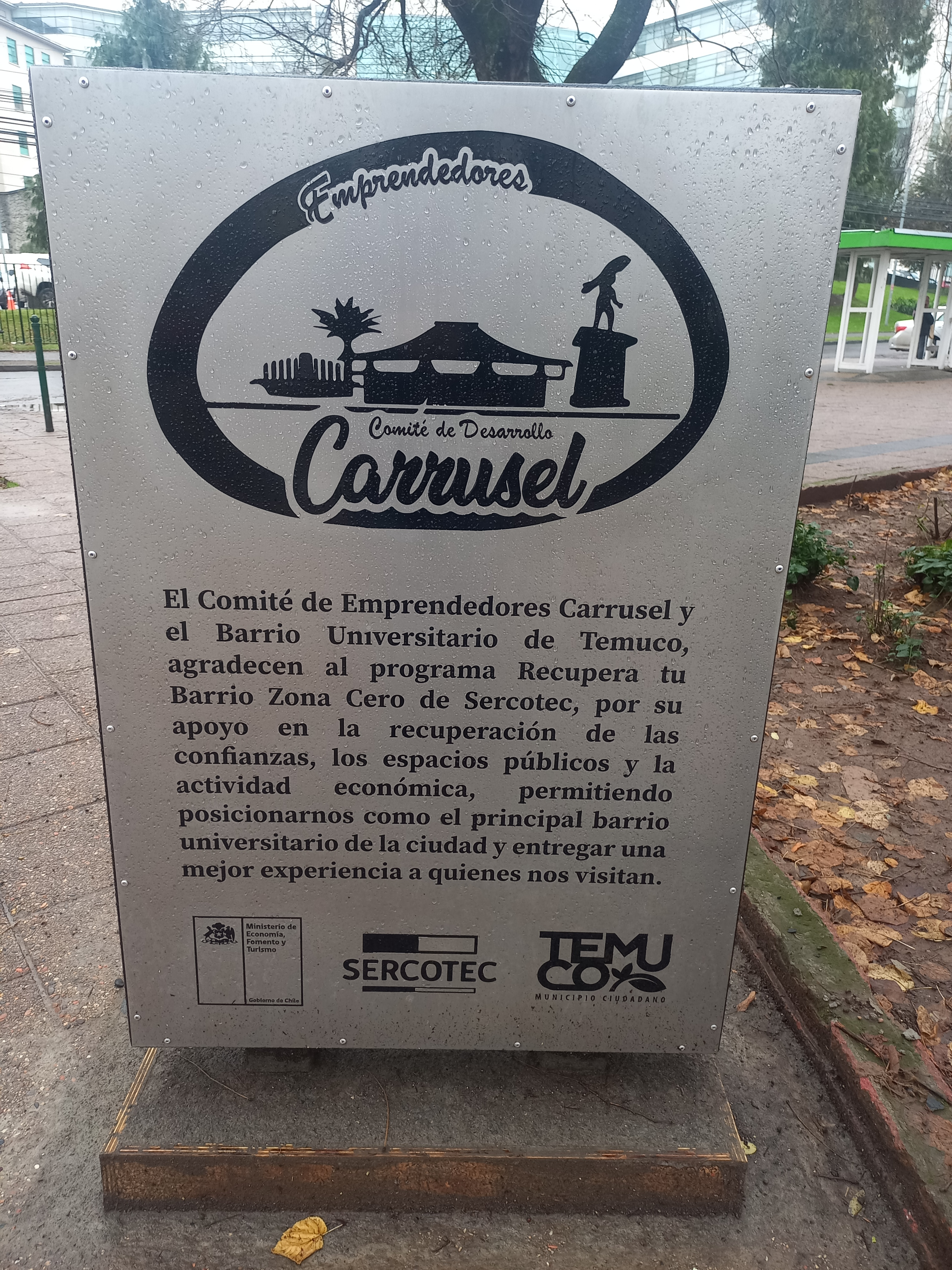
Placa de los Emprendedores del Comité de Desarrollo Carrusel en conmemoración a la recuperación del espacio público.

En los últimos años, la plaza Dagoberto Godoy se ha transformado en la zona cero de la ciudad para las distintas manifestaciones sociales que han ocurrido desde octubre del 2019 en Chile. Incluso llegando al punto de ser decapitado el monumento al aviador Dagoberto Godoy en medio de una oleada de ataques a los símbolos de la Conquista española y el Estado chileno dejando una impactante imagen en el sur del país.
Estos sucesos se intentan explicar debido a la presencia cada vez más notoria de las comunidades mapuche en la zona y sobre todo en el rumbo político que pretende darse a la región y al país. La presencia de comunidades mapuche y de manifestantes a favor de las demandas sociales de los pueblos originarios de la región han sido cada vez más intensas en el sector de la plaza, todo esto luego de haber sido instalados unos rehues (altares mapuche sagrados tallados de madera) en el lugar.

## Transporte público

### Transporte metropolitano

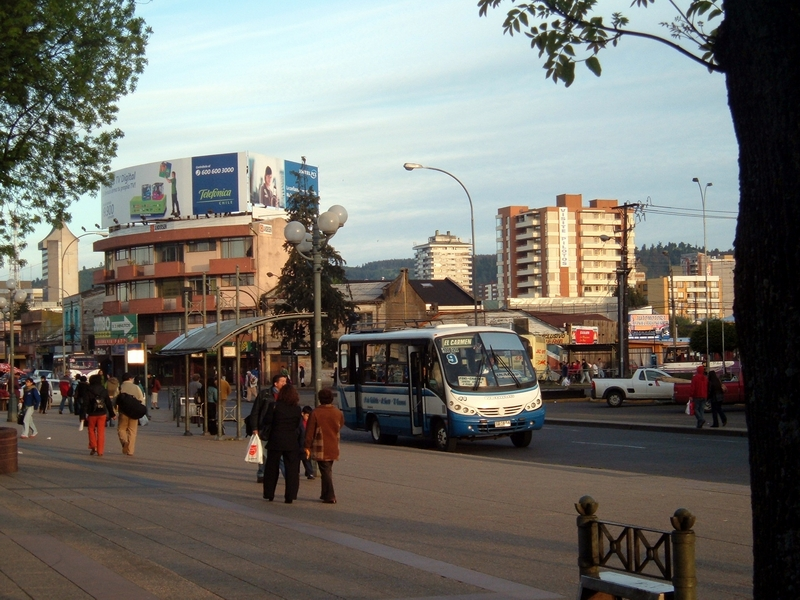
Transporte público en la Plaza Dagoberto Godoy.

#### Ómnibus[16]
- Línea 1A: Cajón-Altos del Maipo.
- Línea 1B: Cajón-Labranza.
- Línea 1C: Cajón-Labranza.
- Línea 1D: Cajón-Amanecer.
- Línea 7B: Campus Norte UCT-El Carmen
- Línea 9A: Portal San Francisco-Villa Antumalen
- Línea 9D: Rudecindo Ortega-El Carmen
- Línea 10B: Padre Las Casas-Santa Elena de Maipo.
- Línea 10C: Padre Las Casas-Santa Elena de Maipo.